# Verein gegen Tierfabriken (Österreich)
Der Verein Gegen Tierfabriken (VGT) Österreich wurde 1992 gegründet. Der VGT Österreich setzt sich für Tierschutz ein.
Die Gründung wurde durch den gleichnamigen, bereits 1989 gegründeten Verein in der Schweiz inspiriert. Heute besteht jedoch keine Verbindung mehr zwischen den Vereinen.

## Beschreibung

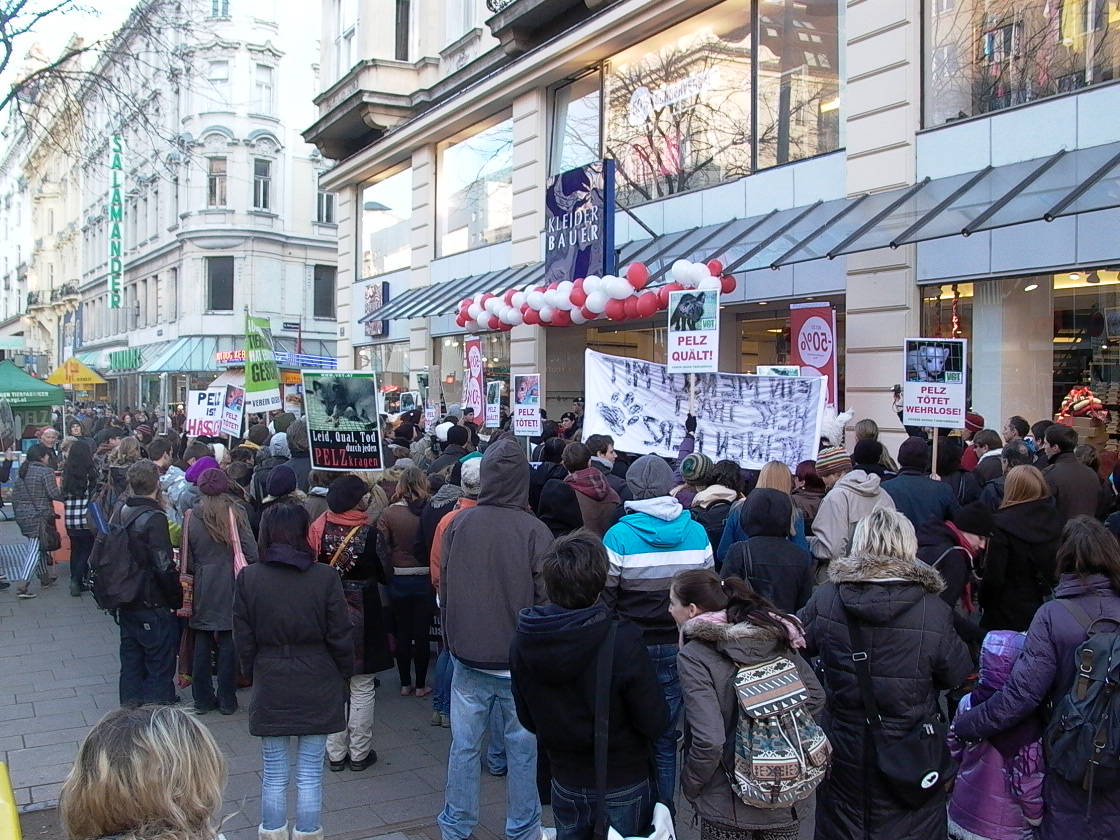
Die jährliche Pelzkundgebung des VGT vor der Kleider Bauer Filiale in der Wiener Mariahilfer Straße im Jahr 2012

Mit Vertretungen in Graz, Innsbruck, Linz, Salzburg, St. Pölten, Wiener Neustadt und Wien sowie aktiven Gruppen im Burgenland, in Kärnten und Vorarlberg hat der Verein rund 18.000 Mitglieder. Er ist Träger des Österreichischen Spendengütesiegels und finanziert sich ausschließlich durch Spenden. Geschäftsführerin ist Christine Braun, Obmann ist der Tierethiker Martin Balluch. Der Verein ist Mitglied beim Verband österreichischer Tierschutzorganisationen - pro-tier.at (Verband pro-tier), ist Österreichs Vertreter bei der Organisation „European Network for Farm Animal Protection“ (vormals „European Coalition for Farm Animals“) und arbeitet unter anderem als österreichische Partnerorganisation bei Projekten mit der international größten Tierschutzorganisation PeTA zusammen.
Die Zeitschrift des Vereins heißt Tierschutz konsequent und erscheint zweimal jährlich mit einer Auflage von 25.000 Exemplaren.

### Zielsetzung und Methoden
In Anerkennung eines speziesübergreifenden und pathozentrisch begründeten (Grund-)Rechtsbegriffes versucht der Verein nach eigener Aussage, 

„die Vision eines gerechten, ökologisch und ethisch verantwortungsbewussten Zusammenlebens aller auf dieser Welt (…)“

 vorbehaltlos nach dem Grundsatz der Gewaltlosigkeit zu vertreten.
In der Praxis fördert der Verein pflanzlich orientierte Lebensstile wie Veganismus oder Vegetarismus, die Ablehnung der tierquälerischen Jagd, von Tierversuchen, von Pelz, von Transporten lebendiger Tiere und die Unterstützung ähnlicher Anliegen. Der VGT führt die meisten der tierrechtsmotivierten Kundgebungen in Österreich durch.
Der VGT ist vorwiegend in Österreich aktiv und bemüht sich um eine Verbesserung von Tierschutzgesetzen. Ein Entsandter des VGT arbeitete als Sachverständiger für die Ausarbeitung von Tierschutzbestimmungen im österreichischen Nationalrat. An den Verboten von Pelzfarmen, Wildtierzirkussen, Hühner-Legebatterien, Käfighaltung von Kaninchen und dem Erreichen eines national einheitlichen Tierschutzgesetzes in Österreich sowie an der Etablierung von Tierschutzombuschaften mit Parteienstellung für die betroffenen Tiere sieht sich der VGT maßgeblich beteiligt.
Der VGT veranstaltet seit 2002 Tierrechtskongresse in Österreich für den internationalen Austausch in Tierrechtsthemen. In Jahren ohne Tierrechtskongress hält der Verein kostenlose Animal Liberation Weekends (ALWs) an wechselnden Orten Europas ab. Diese meist zweitägigen Workshops bieten unverbindlich Kontakte, praktische Hilfestellungen und theoretische Hintergrundinformationen um den Einstieg in den Tierrechtsaktivismus zu erleichtern.
Im Zuge des Projektes Tierschutz im Unterricht bietet der VGT länderübergreifend Lehrveranstaltungen an Schulen an.

## Freispruch vom Vorwurf der Bildung einer kriminellen Organisation
Am 21. Mai 2008 wurden im Zuge einer österreichweiten Razzia durch die Polizei zehn Aktivisten verschiedener Tierschutz- bzw. Tierrechtsorganisationen, darunter drei VGT-Mitglieder, unter dem Vorwurf der Bildung einer kriminellen Organisation unter dem Pseudonym Animal Liberation Front festgenommen. Die Maßnahmen im Zuge des Wiener Neustädter Tierschützerprozesses führten zu Protest- bzw. Kritikäußerungen in vielen Medien, bei Menschenrechtsorganisationen und Politikern.
13 Tierschützer mussten sich ab 2. März 2010 unter anderem wegen Beteiligung an einer kriminellen Organisation im Landesgericht Wr. Neustadt verantworten. Sie wurden am 2. Mai 2011 aus Mangel an Beweisen von sämtlichen Vorwürfen in allen Anklagepunkten freigesprochen. Gegen den Staatsanwalt, den Leiter der Sonderkommission und drei weitere Beamte wurden u. a. wegen Amtsmissbrauch, falscher Zeugenaussage, Urkundenfälschung und Freiheitsentzug Anzeigen bei der Korruptionsstaatsanwaltschaft eingebracht. Eine in diesem Zusammenhang eingereichte Klage auf Schadenersatz wurde jedoch abgewiesen. Am 16. September 2014 veröffentlichte Martin Balluch in seinem Blog Auszüge aus seiner über Solidaritätsspenden finanzierten Berufung gegen diese Entscheidung. Nachdem auch Berufungen gegen dieses Urteil 2017 vom Oberlandesgericht Wien und 2018 vom Obersten Gerichtshof abgewiesen worden waren, wurde im Februar 2019 eine entsprechende Klage auch vom Europäischen Gerichtshof für Menschenrechte abgewiesen.